# Koos van der Wildt

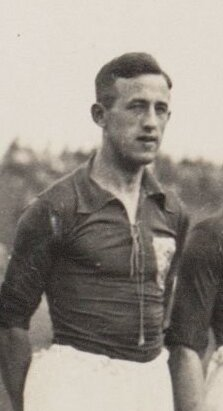
Koos van der Wildt (1929)

Koos van der Wildt (* 23. November 1905 in Voorburg; † 25. Januar 1985) war ein niederländischer Fußballspieler, der bei VUC Den Haag aktiv war und siebenmal in der niederländischen Nationalmannschaft spielte.
Van der Wildt spielte in den 1920er und 1930er Jahren für den Haager VUC, mit dem er 1927 den KNVB-Pokal gewann; im Endspiel am 19. Juni 1927 besiegten die Haager Vitesse in Arnheim mit 3:1. Seine Karriere in der Nederlands Elftal begann zwei Jahre später. Am 9. Juni 1929 stand der Abwehrspieler auf einer Skandinavienreise gegen Schweden erstmals in der Oranje-Startelf. Der 2:6-Niederlage folgte ein 4:4-Unentschieden gegen Norwegen. Bis zum 8. Juni 1930 machte van der Wildt ein Jahr lang jedes Länderspiel der Niederländer mit, sein letzter Auftritt war erneut eine 2:6-Niederlage, diesmal in Ungarn. Keins der sieben Länderspiele, an denen van der Wildt – ohne ein Tor zu erzielen – mitwirkte, gewannen die Niederlande; drei von ihnen endeten unentschieden.